# إينار نييمي
إينار نييمي (بالنرويجية: Einar Niemi) (مواليد 16 سبتمبر 1943) هو مؤرخ نرويجي، وُلد في منطقة نورد فارانجر بمقاطعة فينمارك، ويُعرف بأبحاثه في تاريخ الأقليات والسياسات الثقافية في النرويج.

## الحياة المبكرة والتعليم
نشأ نييمي في أقصى شمال النرويج، ودرس التاريخ في جامعة ترومسو حيث حصل على درجات علمية متقدمة في التاريخ الثقافي والاجتماعي.

## المسيرة الأكاديمية
عمل نييمي أستاذًا في جامعة ترومسو، وتركزت أبحاثه على دراسة تاريخ الأقليات مثل السامي والكوينيون في النرويج، إضافة إلى تحليل السياسات الرسمية تجاه هذه المجموعات. كما ساهم في صياغة سياسات ثقافية وتعليمية تراعي التنوع العرقي والثقافي في البلاد.

### الجدول الزمني لأبرز محطات حياته الأكاديمية
| السنة | الحدث                                   | ملاحظات                            |
| ----- | --------------------------------------- | ---------------------------------- |
| 1943  | الميلاد في نورد فارانجر، فينمارك        | 16 سبتمبر                          |
| 1970s | بدء التدريس في جامعة ترومسو             | تخصص في التاريخ الثقافي والاجتماعي |
| 1980s | نشر أبحاث حول تاريخ الأقليات في النرويج | تركيز على السامي والكوينيين        |
| 2000s | المشاركة في لجان سياسات ثقافية وطنية    | صياغة توصيات للحفاظ على التراث     |

## المؤلفات
ألف نييمي العديد من الكتب والمقالات الأكاديمية في التاريخ النرويجي وتاريخ الأقليات، وتُرجمت بعض أعماله إلى لغات أخرى.

## التأثير والاعتراف الأكاديمي
حظي إينار نييمي بتقدير واسع في الأوساط الأكاديمية النرويجية والدولية بفضل إسهاماته في دراسة تاريخ الأقليات والسياسات الثقافية. اعتُبرت أعماله مرجعًا مهمًا في صياغة برامج تعليمية تراعي التنوع العرقي في النرويج. حصل على عدة جوائز تقديرية من مؤسسات أكاديمية وثقافية، كما دُعي للمشاركة في مؤتمرات دولية لعرض أبحاثه حول حقوق الأقليات والحفاظ على التراث الثقافي.